# Sven Fischer (Gitarrist)
Sven Fischer ist ein deutscher Heavy-Metal- und Alternative-Rock-Gitarrist.

## Karriere
Als Junge konnte sich Sven Fischer eigenen Angaben zufolge für Led Zeppelin und Jimmy Page begeistern, fand aber auch AC/DC gut. Später interessierte er sich zudem für Gruppen wie die Eagles.
Im Jahr 1987 gehörte Fischer zu den Gründungsmitgliedern der Thrash-Metal-Band Pyracanda aus Koblenz. Das Demo Welcome to the Crab-Louse-City (1988) führte zu einem Plattenvertrag und dem Debütalbum Two Sides of a Coin (1990). Nach dem zweiten Studioalbum Thorns (1992) verließ Fischer die Band.
Von 1993 bis 1999 spielte er bei Rage und dort fünf Studioalben ein, darunter die Top-100-Werke Black in Mind (1995, Platz 83), End of All Days (1996, Platz 75) und XIII (1998, Platz 21) sowie Lingua Mortis (1996), eine Zusammenarbeit mit dem Prager Sinfonieorchester. Während der Arbeiten am 1999er Album Ghosts stieg er gemeinsam mit den Efthimiadis-Brüdern Spiros und Christos sowie dem zu diesem Zeitpunkt als inoffizielles Bandmitglied geltenden Arrangeur und Keyboarder Christian Wolff bei Rage aus, um die Alternative-Rock-Band Sub7even zu gründen. Als Sänger kam Daniel Wirtz an Bord.
Fischers neue Gruppe unterzeichnete noch im selben Jahr einen Vertrag beim Plattenlabel BMG und veröffentlichte im Jahr 2000 das Album Sub7even und die dazugehörige Single Weatherman, die Platz 38 in den Media-Control-Charts erreichte. Das zweite Album Free Your Mind aus dem Jahr 2002 erreichte mit Platz 50 ebenfalls einen Rang in den Charts. 2003 verließ Fischer die Band.

## Diskografie

### Mit Pyracanda
- 1990: Two Sides of a Coin
- 1992: Thorns

### Mit Rage
- 1994:  10 Years In Rage (The Anniversary Album)
- 1995: Black in Mind
- 1996: End of All Days
- 1996: Lingua Mortis
- 1998: XIII